# ساکارومایسس سرویزیه
مخمر ساکارومایسس سرویزیه (به انگلیسی: Saccharomyces cerevisiae) مهم‌ترین مخمر صنعتی برای تولید محصولات بیوشیمیایی، پروتئین‌های نوترکیب و پروتئین تک‌یاخته است. سردهٔ ساکارومایسس شامل دو گونهٔ مشهور ساکارومایسس سرویزیه و ساکارومایسس بولاردی "Saccharomyces boulardii" است. ساکارومایسس سرویزیه که به مخمر نان نیز معروف است، در تخمیر الکلی خمیر نان و آبجو و دیگر منابع کربوهیدراتی نقش دارد. طی این فرایند مخمر با تغذیه از قند، الکل و کربن دی‌اکسید تولید می‌کند. "ساکارومایسس بولاردی" به عنوان یک مکمل پروبیوتیک در پزشکی کاربرد دارد. ساکارومایسس سرویزیه مهم‌ترین مخمر برای تولید نان، آبجو، شراب و … است؛ که فرایند تبدیل قند به الکل و کربن دی‌اکسید در فرایند تهیهٔ شراب از انگور توسط این مخمر انجام می‌شود. با رسیدن الکل به میزان حدود پانزده درصد مخمرها به علت وجود الکل می‌میرند و عمل تخمیر متوقف می‌شود. برای همین درصد الکل شراب از ۱۵٪ بالاتر نمی‌رود.